# Rianne de Vries
Rianne de Vries (n. 14 decembrie 1990, Heerenveen, Provincia Frizia, Țările de Jos) este o sportivă ce a reprezentat Țările de Jos, medaliată olimpică. A participat la o ediție a Jocurilor Olimpice (2022) în care a câștigat o medalie de aur.

## Participări
Lista de mai jos prezintă principalele competiții la care a participat Rianne de Vries de-a lungul carierei.
- Patinaj viteză pe pistă scurtă la Jocurile Olimpice de iarnă din 2022 – ștafetă 3.000 m (feminin)